# Ligne d'Orivesi à Jyväskylä
La ligne d'Orivesi à Jyväskylä (finnois : Orivesi–Jyväskylä-rata), dite aussi ligne de Jämsä  (finnois : Jämsän rata), est une ligne de chemin de fer, à double voie électrifiée, du réseau de chemin de fer finlandais qui relie Orivesi à Jyväskylä.

## Histoire
Le tronçon d'Orivesi à Jämsänkoski est terminé en 1951 et son prolongement jusqu'à Jyväskylä en 1977.
Le tronçon comporte huit tunnels dont le tunnel de Lahdenvuori qui avec 4 290 m est le plus long de Finlande.